# Шалгам
Шалгам (турски изговор: , у преводу „сок од репе”), изговара се „шал-гам”, је популарно турско традиционално ферментисано пиће из јужних турских градова Адана, Хатаја, Тарса, Мерсина, Кахраманмараша, Измира и региона Чукурова. Назив воћа је персијска позајмљеница што значи репа. Француски путник, природњак и писац Пјер Белон описао је њен начин производње у 16. веку. Шалгам се производи ферментацијом млечне киселине. Студије су показале да сок од љубичасте шаргарепе који се користи у шалгаму смањује ефекте исхране са високим садржајем угљених хидрата. Једно је од најпопуларнијих пића током зиме у Турској.
Често се непосредно пре испијања додаје кришка љубичасте шаргарепе, кришке паприке и/или белог лука. Поред ракије и ајрана, обично се пије након кебаба. Шалгам се често служи уз алкохолно пиће раки у засебној чаши јер се надопуњују. У неким деловима Турске мешају се ајран и шалгам.

## Производња
Иако турска реч şalgam буквално значи репа, шалгам се прави од киселих и сланих киселих краставаца љубичасте шаргарепе, сољене, зачињене и ароматизоване ароматичном репом ферментованом у буради са додатком млевеног булгура и камене соли. Понекад га продају улични продавци који га служе из великих пехара, али постоје и специјализоване продавнице које продају киселе краставце зване туршуцу које продају неиндустријске верзије шалгама. Не постоји стандардна производна техника коју користи индустрија, али традиционална метода користи ферментацију киселог теста и ферментацију шаргарепе. Од 1996. године постоје фабрике за велику индустријску производњу шалгама у Турској. Највећи произвођач је компанија Doganay Gida, чији је тржишни удео у годишњој производњи скоро 95%. Извози се у Европу и Јапан, али не постоји велики увоз у Америку, компанија Ersu покушала је да га прода као „Црно чудесно пиће”, али је кампања на крају отказана. Док индустријска метода траје четири до пет дана, традиционална метода траје десет до дванаест дана. Посебан укус шалгама потиче од млечне киселине и етанола. Посебан процес је прилагођавање квасца ферментације и спонтане ферментације млечне киселине.

## Здравствене користи
Док се шалгам обично препоручује као лек за мамурлук, према неким изворима, конзумирање прекомерних количина може изазвати надимање. По локалном турском обичају пије се да би помогао варењу. Пријављено је да пиће има позитивне здравствене користи, јер његов садржај антоцијанина смањује ризик од здравствених обољења и вероватноћу канцерогених појава. Има висок садржај натријума за који неки истраживачи верују да би могао бити опасан за људе са срчаним обољењима. Садржи бета–каротен, витамине групе Б, калцијум, калијум и гвожђе и пије се због свог антисептичког дејства.
У академским часописима је објављено да помаже у уклањању токсина из људског тела, такође може помоћи у смањењу стварања камена у бубрегу. Такође се користи за лечење акни, екцема, апсцеса и хематома.